# Karel Habětínek

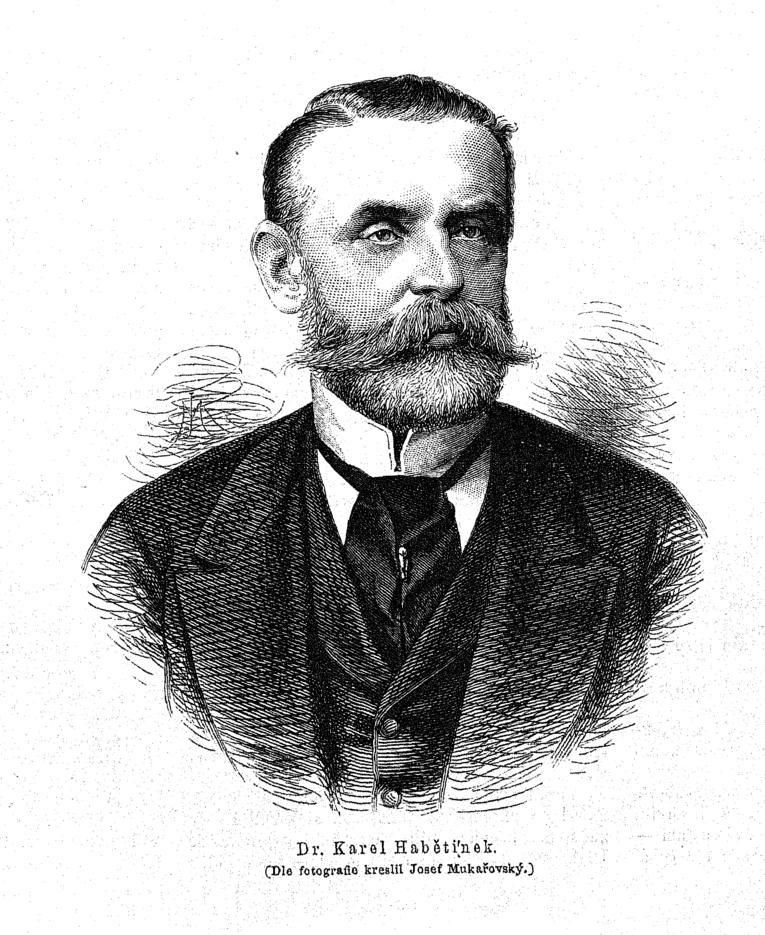
Karel Habětínek (1830–1915)

Karel Habětínek, deutsch auch Karl Habietinek (* 2. März 1830 in Prag; † 21. März 1915 in Wien) war ein böhmischer Rechtsanwalt. Er war Hochschullehrer, Beamter, Richter und Politiker. Er war im Jahr 1871 k.k. Justizminister in Cisleithanien und von 1899 bis 1904 Erster Präsident des k.k. Reichsgerichts.

## Leben
Karel Habětínek studierte Jus an der Karls-Universität Prag und promovierte 1855 zum Dr. jur. Er war 1856 bis 1862 Juristenpräfekt an der Theresianischen Ritterakademie in Wien und 1859 Privat-Dozent für allgemeines österreichisches Zivilrecht an der Universität Wien. 1861 legte er die Advokatenprüfung in Prag ab und wirkte seit 1861 als Rechtsanwalt in Prag. 1863 bis 1868 war er ordentlicher Professor für zivilgerichtliche Verfahren, Handels- und Wechselrecht an der Karls-Universität Prag, 1867/68 war er dort Dekan. 1868 bis 1871 war er ordentlicher Professor an der Universität Wien, 1870/71 Dekan.
Von Februar 1871 bis Oktober 1871 war er k.k. Justizminister im Ministerium Hohenwart. Unter seiner Leitung wurden das Allgemeine Grundbuchsgesetz und die Notariatsordnung vom 25. Juli 1871 erlassen. Föderalistisch gesinnt, musste er mit dem Ministerium Hohenwart zurücktreten, ehe er seine volle Wirksamkeit hatte entfalten können.
Seit 1869 ständiges Mitglied des k.k. Reichsgerichtes, wurde er 1879 lebenslängliches Mitglied des Herrenhauses. 1881 wurde er Geheimer Rat, 1882 Erster Senatspräsident am k.k. Reichsgericht, 1891 Zweiter Präsident und 1899 bis 1904 Erster Präsident des k.k. Reichsgerichts. 1904 ging er in den Ruhestand.

## Familie
Er war seit 1869 verheiratet mit Anna Brosche († 1910), er hatte einen Sohn und zwei Töchter. Er war Schwiegervater von Ivo Pfaff (1864–1925).